# Güzeldje Ali Paixà
Ali Paixà Güzeldje (mort el 1621) fou un gran visir otomà. El malnom Güzeldje volia dir el Bell; també fou conegut com a Ali Paixà Čelebi (l'Elegant).
Va néixer a l'illa de Cos durant el segle xvi i entre altres càrrec menors va ser bey de Damiata, beylerbeyi del Iemen (1602), beylerbeyi de Tunis, beylerbeyi de Morea i beylerbeyi de Xipre.
El novembre del 1617 fou nomenat kapudan-i derya (almirall), però a l'agost del 1618 una tempesta li va fer perdre 11 de les naus de la flota que tenia al seu càrrec i fou destituït; no obstant a la caiguda de Mustafà I (1618) va recuperar el seu càrrec; el 23 de desembre de 1619, després d'una sèrie de moviments polítics amb Osman II, fou nomenat gran visir en el lloc d'Öküz Kara Mehmed Paixà i es va destacar per la continuada confiscació de béns tant a musulmans com a cristians i jueus.
Preparava una campanya contra Polònia quan va morir el 8 de març de 1621 i fou enterrat a Beşiktaş a Istanbul.